# Aguinaliu
Aguinaliu es una localidad española perteneciente al municipio de Graus, en la Ribagorza, provincia de Huesca (Aragón). Su lengua propia es el aragonés bajorribagorzano.

## Toponimia
El topónimo presenta diferentes variantes: Aguinalíu, Aliganíu, Ginalíu y Gilaniu. La primera mención en 987 es Castro Aquilanido. En 1078 se nombraba a un Ondiscalo de Aquila Nido cuando el rey Sancho I cedió Castallenas a Gombal Remón para que lo poblase y construyese allí un castillo; el texto está en latín medieval con elementos romances y topónimos que todavía son reconocibles:

et per illa korte que fuit de Ondiscalo de Aquila Nido et descendit per illa ualle que es denante illa torre de Asna Morte et descendit per illa ualle de Auellanosa usque ad illa eroçita de illa uia de Banabar que est ad radice de illa kapeza de Galling.

En las poesías de Cleto Torrodellas se encuentra como Guinaliu:

No sólo digo a Estadilla,
tamé los de Calasanz,

los de Fonz, Guinalíu y Alins,
son amigos de chugá.

## Demografía
| Gráfica de evolución demográfica de Aguinaliu entre 1842 y 1960 |
| |
| Población de derecho según los censos de población del INE Población de hecho según los censos de población del INEEntre el censo de 1970 y el anterior, este municipio desaparece porque se integra en el municipio Graus |

## Urbanismo y patrimonio
Su casco urbano es de estilo medieval y cuenta con casas colgantes. Cabe destacar la iglesia parroquial dedicada a San Martín románica modificada en los siglos XVII y XVIII.
Junto al camino que se dirige a Juseu se encuentran los restos de una salina que estuvieron en explotación al menos desde la Edad Media. Los edificios están en ruinas y las eras deccristalización están invadidas por la hierba, pero la balsa principal de acumulación y concentración, con muros de piedra, se conserva en buen estado